# Germaine Acremant
Germaine Acremant, all'anagrafe Poulain Germaine Fanny Marie Josephine (Saint-Omer, 13 giugno 1889 – Neuilly-sur-Seine, 24 agosto 1986), è stata una scrittrice francese.
Figlia di Edouard Poulain, dottore a Saint-Omer (Pas-de-Calais) dove lei nacque nel 1889, Germaine Acremant portò a termine in Scozia i suoi studi iniziati nella sua città natale, e si sposò. Fu durante la guerra del 1914-1918 che a questa giovane donna, sportiva e dotata di un buon talento d'acquarellista, venne l'idea di scrivere. La sua prova letteraria gli valse la notorietà: la Société des Gens de Lettres premiò Ces Dames aux chapeaux verts (1922), satira della vita di provincia dalla quale trasse, in collaborazione con suo marito Albert Acremant, una commedia di successo. Più volte ristampato (più di 1,5 milioni d'esemplari, tradotto in  25 lingue, trasposto al cinema dal regista Maurice Cloche nel 1937), questo romanzo fu seguito da molti altri (circa una trentina), dei quali la maggior parte si svolgono nel Nord della Francia, da Saint-Omer a Étaples, dalle colline dell'Artois alle spiagge del Touquet, passando per Boulogne-sur-Mer e per città mitiche. Citiamo tra i principali: Gai ! Marions-nous ! che ottenne il Prix National de Littérature nel 1927, La route mouvante (Prix Montyon 1940), Arrière-saison (1942). Tra questi, molti sono stati adattati per il teatro, sempre in collaborazione con Albert Acremant che realizzò anche le illustrazioni di vari romanzi. Germaine Acremant pubblicò anche una raccolta di poesie: Vers de Couleur,  Editions Grasset, 1910.

## Romanzi
- Ces dames aux chapeaux verts, Prix Nelly Lieutier, 1921.
- La hutte d'acajou
- La Sarrasine !
- Gai ! Marions-nous !, Prix National de Littérature, 1927.
- Le carnaval d'été
- Gertrude et mon cœur
- Une petite qui voit grand
- A l'ombre des célibataires
- Les ailes d'argent
- L'enfant aux cheveux gris
- Le corsage vert pomme
- Fortune rapide
- La route mouvante, Prix Montyon, 1940.
- Arrière-saison
- Le triomphe du printemps
- Pastorales
- Echec au roi
- Chapeaux gris, chapeaux verts
- Hier, que j'aimais
- La grande affaire
- Le monsieur de St. Josse
- Les enchanteresses

## Commedie di Albert e Germaine Acremant
- Ces dames aux chapeaux verts,[1] commedia in quattro atti, dal romanzo omonimo
- Gai ! Marions-nous ! commedia in quattro atti, dal romanzo omonimo
- Le carnaval d'été commedia in quattro atti, dal romanzo omonimo
- Une petite qui voit grand commedia in quattro atti, dal romanzo omonimo
- Gertrude et mon cœur commedia in tre atti
- Quattro commedie in uno o due atti: Chut ! Voilà la bonne, Deux réveillons, Mon repos, Une femme dépensière.

## Film documentario su Germaine Acremant
Germaine Acremant ou 70 ans d'écriture, film di Raoul Rossi del 1986 prodotto da "La Manufacture d'Image" nella serie "Femmes – Régions – Littérature" con la partecipazione del Ministère des Droits de la Femme, Prix de la Qualité 1989, 27 minuti, disponibile presso K Films, Parigi.